# Nabdalsa
Nabdalsa est un noble numide du iie siècle.

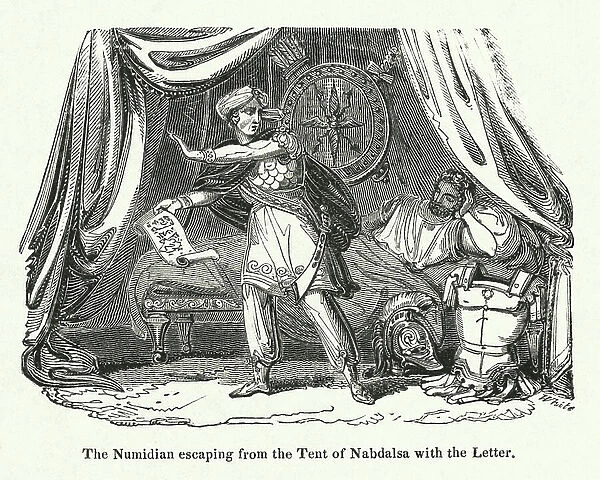
Représentation de Nabdalsa

Remarquable à la fois par sa lignée et par ses richesses, il jouit d'une haute place en faveur du roi numide Jugurtha, par lequel il est fréquemment employé dans les services les plus importants. En raison de cette confiance, Bomilcar choisit Nabdalsa comme son agent dans ses plans pour assassiner Jugurtha, mais le complot est découvert par la négligence de Nabdalsa. Bomilcar est saisi et mis à mort, mais nous ne savons pas si Nabdalsa connait le même sort.

## Référencement